# Kai Skinstad
Kai Skinstad (* 5. Dezember 1988 in Camrose) ist ein kanadischer Biathlet.
Kai Skinstad startet wie sein Bruder Jon Skinstad für das Vikings cross-country ski team der University of Alberta. Bei den Nordamerikanischen Meisterschaften im Sommerbiathlon 2010 in Canmore verpasste er bei den Wettkämpfen auf Rollski als Viertplatzierter des Sprints nur knapp den Gewinn der Bronzemedaille gegen Bill Bowler. Das Verfolgungsrennen beendete er nicht. Für die Winter-Universiade 2011 gehörte er zum kanadischen Kader.